# بلاسيو فنسنت انديل إيساو أورييدو
بلاسيو فنسنت أورييدو، اسمه الكامل بلاسيو فنسنت انديل إيساو أورييدو (من مواليد 15 سبتمبر 1931 في قرية إبوالي في بونيوري، مستعمرة كينيا - توفي في 26 يناير 1966 في مستشفى جامعة الآغا خان في نيروبي، كينيا) وهو عالم وبائيات إفريقي وعالم طفيليات عُرف بفضل ما قدمه في الطب المداري وبحثه في وبائيات الأمراض في كينيا ما قبل الاستعمار وبعده وبلدان شرق ووسط إفريقيا والسودان. ينسب إليه الفضل في إنقاذ آلاف الإفريقيين الأصليين من الأمراض المُعدية. حصل الدكتور أورييدو على منحة البحوث الطبية الخارجية التي قدمتها معاهد الصحة الوطنية الأمريكية.
كان أورييدو راعيًا للتنمية الأكاديمية والرعاية الصحية والاجتماعية والاقتصادية في شرق ووسط إفريقيا. طور نهجًا متداخل التخصصات ربط فيه النضال من أجل الحرية السياسية في كينيا ببنية تحتية متكاملة للرعاية الصحية والفكرية والاقتصادية والاجتماعية والمدنية خاصة في المناطق الريفية التي تحملت وطأة الأمراض الوبائية وعواقبها الاقتصادية الاجتماعية والثقافية الاجتماعية. تبنى منظورًا وبائيًا ثوريًا تجاه العواقب الاقتصادية والفكرية للأمراض أو استراتيجية الصحة العامة في أنحاء منطقة شرق ووسط إفريقيا. شغل منصب عضو في الفريق الاستشاري متداخل التخصصات للتنمية الاقتصادية التابع لتوم امبويا من 1965 حتى وفاته في يناير 1966.
كان أورييدو أحد القوى الدافعة لبرنامج المنح الدراسية الأكاديمية الأمريكية في أواخر خمسينيات القرن الماضي - أوائل الستينيات لطلاب شرق إفريقيا – المسمى جسر كينيدي الجوي.

## سيرته الذاتية
والده أورييدو لإيسو خاماتي أورييدو (توفي في 1 ديسمبر 1992) وأمه إيفانجلين أولوخانيا أوهانا أنالو أورييدو (توفيت في 11 يوليو 1982)، وكلاهما من مجموعة لوهيا العرقية في غرب كينيا من سلالة بانتو. كان والده سياسيًا كينيًا (مقاتلًا من أجل الحرية ومعتقلًا سياسيًا في الحقبة الاستعمارية وممثلًا للإقليم ورئيسًا لمجلس شمال نيانزا المحلي الأصلي)، رجل أعمال وفاعل خير ومحاربًا قديمًا شارك في الحربين العالميتين الأولى والثانية. كان من المسيحيين الذين تحدوا المبشرين المسيحيين البيض الأوائل في شرق إفريقيا لاحتضان الثقافات الإفريقية باعتبارها متناغمة مع العقيدة المسيحية. كانت والدته مدافعة عن حقوق المرأة ومحو الأمية في كينيا. كان أورييدو قريبًا من والدته، لكن علاقته بوالده كانت متوترة. أمضى سنوات نشأته مع عمه برنارد والتر أموخالي أورييدو.
تلقى تعليمه المبكر في المدارس الحكومية والإرسالية، وحصل على شهادة مدرسة كامبريدج في 1946 بدرجة امتياز من خلال دراسته في المدرسة الإفريقية الحكومية السابقة في كاكاميغا في شمال نيانزا (مدرسة كاكاميغا الثانوية الحالية في كاكاميغا في غرب كينيا). التحق بالمعهد الملكي للطب والصحة العامة في نيروبي وتخرج في 1950. حاز على إجازة من كلية الأطباء والجراحين الملكية في بريطانيا العظمى. حصل على درجة دكتوراه في الصحة العامة في الطب المداري الوبائي من مدرسة لندن لحفظ الصحة والطب المداري وهي كلية تأسيسية تابعة لجامعة لندن. كان زميلًا في المعهد المداري الملكي الهولندي وكلية الطب للأمراض المدارية والمعدية بجامعة تولين في نيو أورلينز. حضر الكثير وشارك في الكثير من المؤتمرات العلمية والإجراءات والمحاضرات والحوارات المتبادلة في جميع أنحاء العالم.
كان أول وأصغر عالم وبائيات من السكان الأصليين في شرق ووسط إفريقيا في مجال الطب المداري والأمراض المعدية – بصفة باحث وممارس سريري - وبحث في انتشار العوامل المعدية ومكافحتها والقضاء عليها. حظيت أبحاثه الطبية في علم الأوبئة الطفيلية والعلاجات الناتجة عنها بإشادة وتطبيق عالميين. ناصر البحوث الطبية التي درست السكان الأصليين ونشر المعلومات الطبية العلمية المحلية - مثل الطرائق السريرية الجديدة والدراسات الميدانية والاكتشافات - من خلال التعاون مع المنشورات العلمية واللجان الطبية والإجراءات العلمية الأصلية والأجنبية. توقع أن يكون هذا النهج المعلوماتي محفلًا فعالًا وديناميكيًا لتبادل المعارف ووجهات النظر بين مختلف مجتمعات الرعاية الصحية للشعوب الأصلية ونظيراتها في الخارج؛ آلية لتوثيق ونشر المعلومات المهمة عن الأمراض المحلية داخل منطقة شرق ووسط أفريقيا. ولّدت أبحاثه الطبية الوبائية في داء الليشمانيات في شرق أفريقيا أو الكالإزار (الحمى السوداء) معرفة مهمة استخدمت في جميع أنحاء العالم في كلا القطاعين الصحيين الخاص والعام والمجتمعات المدنية. حضر في 1964، بصفته عضوًا مدعوًا في لجنة الخبراء، المؤتمر الدولي الثاني عشر لعلم الحشرات في لندن في المملكة المتحدة.
ناصر الرعاية الصحية بصفتها حقًا أساسيًا من حقوق الإنسان قبل وقت طويل من إعلان ألما-آتا في 1978. أدار في 1960 استراتيجية للرعاية الصحية والنظافة مبنية على الفهرسة التكتيكية والاستراتيجية والتشغيلية والأداء؛ وهي استراتيجية تخطيط قصيرة الأجل وطويلة الأجل تقوم على تطبيق الطرائق الوقائية التي ساعدت على تحويل نموذج العلوم الطبية - في شرق إفريقيا - بعيدًا عن التركيز غير المبرر على الوسائل الشفائية، ونحو نهج أكثر توازنًا. وهو ما ساعد على دمج المعرفة الوبائية الاستراتيجية بالنُهج الشفائية التكتيكية والتشغيلية والظرفية. خلال فترة عمله، شهدت المنطقة تحسنًا متواصلًا في صحة أطفال المدارس ونظافتهم والصحة العامة (الناجمة عن وبائيات المرض الرئيسية وتحسين الظروف الصحية)، وتكامل الموارد متداخلة التخصصات والمشتركة بين الوكالات.
شجع التنسيق بين ممارسي الرعاية الصحية والهيئات ذات الصلة، لتسهيل العمل المتكامل والأكثر فعالية بين المستوصفات ومقدمي الرعاية الصحية وعمليات الصحة العامة وغيرها من خدمات الرعاية المدنية والمجتمعية. اعتبارًا من 1950 وحتى وفاته المفاجئة وغير المفسرة في 1966، نُسب إليه الفضل في إيقاف موجات من الأمراض المتوطنة والوبائية في منطقتي شرق ووسط إفريقيا والسودان. فيما يلي أمثلة على تلك المآثر.
امتُحنت مهارات أورييدو في أكتوبر 1952 عندما كُلف بقيادة الجهود الرامية إلى وقف تفشي وبائي كبير لداء الليشمانيات الحشوي الطفيلي القاتل (الحمى السوداء) في كينيا وأوغندا والسودان. انتقل أورييدو إلى مستشفى المقاطعة ومكتب الصحة العامة في كيتوي جنوب شرق كينيا، وهي المنطقة الأكثر تضررًا من الوباء. وابتكر استراتيجية لوقف انتشار الوباء وأنقذ آلاف الأرواح. أُوقف المرض في 1954.
قاد في 1954 حملة حكومية ناجحة للقضاء على وباء التيفوئيد في كينيا وأوغندا الحالية. كانت منطقة شمال كافيروندو في جبل إلغون في كينيا - مملكة بونغوما (حاليًا محافظة بونغوما في الإقليم الغربي لكينيا سابقًا) واحدة من أكثر المناطق تضررًا. هدد المرض سكان بوكوسو العرقيين. بنى أورييدو علاقة مع شيوخ السكان المحليين والمعالجين التقليديين وأوقف الوباء.
كلفته السلطات الاستعمارية في 1960 بصياغة خارطة طريق لتوجيه وتنسيق فريق إدارة الأزمات متداخل الأقاليم والتخصصات والوكالات للتعامل مع أزمة كواشيوركور - وهو مرض ذو معدل وفيات مرتفع بين الرضع والأطفال. ركز بنجاح على مجموعة كيكويو العرقية، التي تسكن إحدى المناطق التي توطن فيها المرض. أعطت الدروس المستفادة من حملة كيكويو زخمًا لاستراتيجية إقليمية فعالة.
قاد في 1959 حملة مكثفة للقضاء على الملاريا في مرتفعات شرق إفريقيا ساعدت على الحد من انتشار الملاريا في المنطقة.
حصل في 1964 على منحة بحثية طبية مرغوبة مقدمة من المعاهد الوطنية الأمريكية للصحة، برنامج البحوث الخارجية. كان حائزًا على جائزة وزميلًا ثلاثيًا في مدرسة لندن لحفظ الصحة والطب المداري والمعهد الملكي الهولندي وكلية الصحة العامة والطب المداري بجامعة تولين.